# Zisterzienserinnenabtei Le Réconfort
Die Zisterzienserinnenabtei Le Réconfort war von 1235 bis 1791 ein französisches Kloster der Zisterzienserinnen in Saizy, Kanton Clamecy, Département Nièvre, Bistum Nevers. 

## Geschichte
Mathilde von Courtenay stiftete 1235 das Zisterzienserinnenkloster Notre-Dame-du-Réconfort («Maria Trost»), dessen Kirche 1246 von Papst Innozenz IV. persönlich eingeweiht wurde. Das im 17. Jahrhundert schlossartig umgebaute Kloster wurde 1791 durch die Französische Revolution geschlossen, war von 1825 bis 1949 im Besitz von Charles Dupin und seiner Nachkommen und ist seit 1987 Reha-Zentrum. Von den mittelalterlichen Baulichkeiten sind der Kapitelsaal und die Sakristei erhalten. Eine Maria-Trost-Statue (in Form einer Schutzmantelmadonna aus dem 16. Jahrhundert) steht heute in der Kirche von Monceaux-le-Comte.